# Alejandro Posadas
Alejandro Posadas (ur. 28 grudnia 1870 w Saladillo, zm. 21 listopada 1902 w Paryżu) – argentyński lekarz i lekarz weterynarii.

## Życiorys
Niezależnie od Roberto Johanna Wernickego opisał w 1892 jeden z pierwszych przypadków kokcydioidomikozy, dawniej nazywanej chorobą Posadasa-Wernickego. Przypadek ten potwierdzono w 2009 roku metodami biologii molekularnej. Zmarł na gruźlicę. Na jego cześć nazwano Hospital Posadas w Buenos Aires.